# Manitoba
Manitoba je kanadska provinca. Leži v osrednjem delu Kanade in je ena tako imenovanih prerijskih provinc. Na vzhodu meji na Ontario, na zahodu na Saskatchewan, na severu na ozemlje Nunavut ter na jugu na ameriški zvezni državi Severno Dakoto in Minnesoto. Na severovzhodu ima tudi obalo Hudsonovega zaliva. Manitoba ima 1,2 milijona prebivalcev, od tega jih več kot polovica živi na območju največjega in glavnega mesta Winnipega.